# Louis Lombardi
Louis Lombardi (New York, 1968) is een Amerikaans acteur.
Lombardi vertolkte sinds 1993 diverse gastrolletjes in bekende series, waaronder The Sopranos en CSI: Crime Scene Investigation. Hij werd bekend toen hij de rol van CTU-medewerker Edgar Stiles in de televisieserie 24 speelde. Dit deed hij in twee seizoenen, seizoen vier en vijf, en werd daarna uit de serie geschreven.
- Library of Congress Control Number: no2007026648
- Virtual International Authority File: 41612668
- WorldCat: E39PBJwxHRDHdK7jHkDmkKbw4q